# Avia 156
Avia 156 bylo československé neúspěšné dopravní letadlo pro šest cestujících a poštovní náklad produkované Avií. Navrhl ho Robert Nebesář a poprvé vzlétlo 6. září 1934. Byl to hornoplošník s jedním pístovým motorem Avia-HS-12Ydrs pohánějící třílistou kovovou vrtuli. Podvozek byl pevný ostruhového typu. Byl vyroben pouze jeden prototyp.
Během letu 12. dubna 1935 se stroji odlomila část levé poloviny křídla, která odtrhla VOP a posléze se utrhl i zbytek křídla. Letoun dopadl na zem nedaleko Polerad, posádka ve složení pilot Václav Kočí a mechanik Josef Fiala zahynula. O 7 minut později se u Vinoře, necelých 8 kilometrů od místa havárie Avie 156, zřítila Avia 57, další prototyp Roberta Nebesáře.
Za příčinu havárií byla zpočátku považována srážka obou letounů, což byla i verze prosazovaná firmou Avia. Podle vyšetřovací komise Ministerstva veřejných prací ke srážce pravděpodobně nedošlo a příčinou byly spíše konstrukční nedostatky strojů, dobrozdání VTLÚ srážku vyloučilo a za nejpravděpodobnější příčinu označilo nedostatečnou tuhost nosných systémů obou prototypů.

## Specifikace
Údaje podle publikace Československá letadla (1918-1945)

### Technické údaje
- Osádka: 2
- Kapacita: 6 cestujících
- Rozpětí: 15,10 m
- Délka: 10,55 m
- Nosná plocha: 38,00 m²
- Prázdná hmotnost: 2 305 kg
- Vzletová hmotnost: 3 790 kg
- Pohonná jednotka: 1 × Avia HS 12Ydrs
- Výkon pohonné jednotky: 632 kW (860 koní)

### Výkony
- Maximální rychlost: 350 km/h
- Cestovní rychlost: 330 km/h
- Dostup: 6 200 m
- Stoupavost: 5,0 m/s
- Dolet: 950 km